# Misiones
Misiones – jedna z 23 prowincji Argentyny, położona w północno-wschodniej części kraju, na obszarze Międzyrzecza. Graniczy z Paragwajem od północnego zachodu, Brazylią od północnego wschodu i prowincją Corrientes od południowego zachodu. Stopa analfabetyzmu wynosi 8,6%.

## Historia
Prowincja była pierwotnie zamieszkana przez kulturę Guarani. Pierwszym Europejczykiem, który odkrył region był Sebastian Cabot, który eksplorował rzekę Parana w grudniu 1527. W XVII wieku jezuici zbudowali tu misję religijną. W ciągu kilku lat zdołali oni utworzyć około 30 wsi, w których Indianie Guarani zapoznawali się z nowoczesnym rolnictwem i nowym stylem życia. W 1814 Gervasio Posadas, dyrektor Zjednoczonych Prowincji Argentyny, włączył Misiones do prowincji Corrientes (w tym czasie Argentyna była de facto niezależna, ale nadal formalnie należała do Hiszpanii). Argentyna nie była w stanie utrzymać kontroli nad Misiones, do którego roszczenia zgłaszało kilka krajów, dopiero w 1830 siły wojskowe prowincji Corrientes włączyły ten teren do Argentyny. W 1838 Paragwaj zajął Misiones na podstawie przynależności etnicznej mieszkańców, wśród których większość stanowili Indianie Guarani (będący główną grupą etniczną Paragwaju). Podpisanie porozumienia pokojowego z Argentyną nastąpiło w 1876, Paragwaj zrzekł się w nim wszelkich roszczeń. Po wojnie Paragwaj był krajem zubożałym, więc Misiones odnosił korzyść ekonomiczną z przynależności do zamożnej Argentyny. W 1876 ogłoszono prawo Kolonizacji i Imigracji. Zostało ono wprowadzone, by zaludnić kolonistami europejskimi niezamieszkane dotychczas tereny. W owym czasie powstało kilka przedsiębiorstw kolonizacyjnych. Właścicielem jednego z nich był Szwed Adolf J. Schwelm. Jego kolonie rolnicze i zmechanizowane gospodarstwa rolne oraz plantacje cytrusowe były uznawane za wzór gospodarności. Duża liczba przybyszów przyczyniła się do stałych korzyści ekonomicznych Misiones oraz do rozwoju politycznego w Argentynie. Dzisiaj w Misiones bardzo silne są wpływy kultury francuskiej. Do rozwoju prowincji w znacznym stopni przyczynili się imigranci polskiego pochodzenia.

## Podział administracyjny
Prowincja jest podzielona na 17 departamentów.

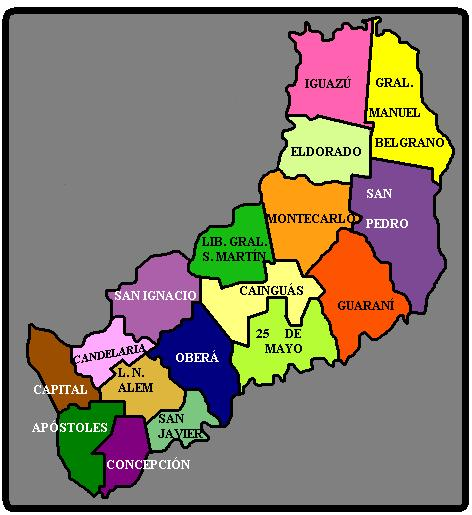
Departamenty prowincji Misiones

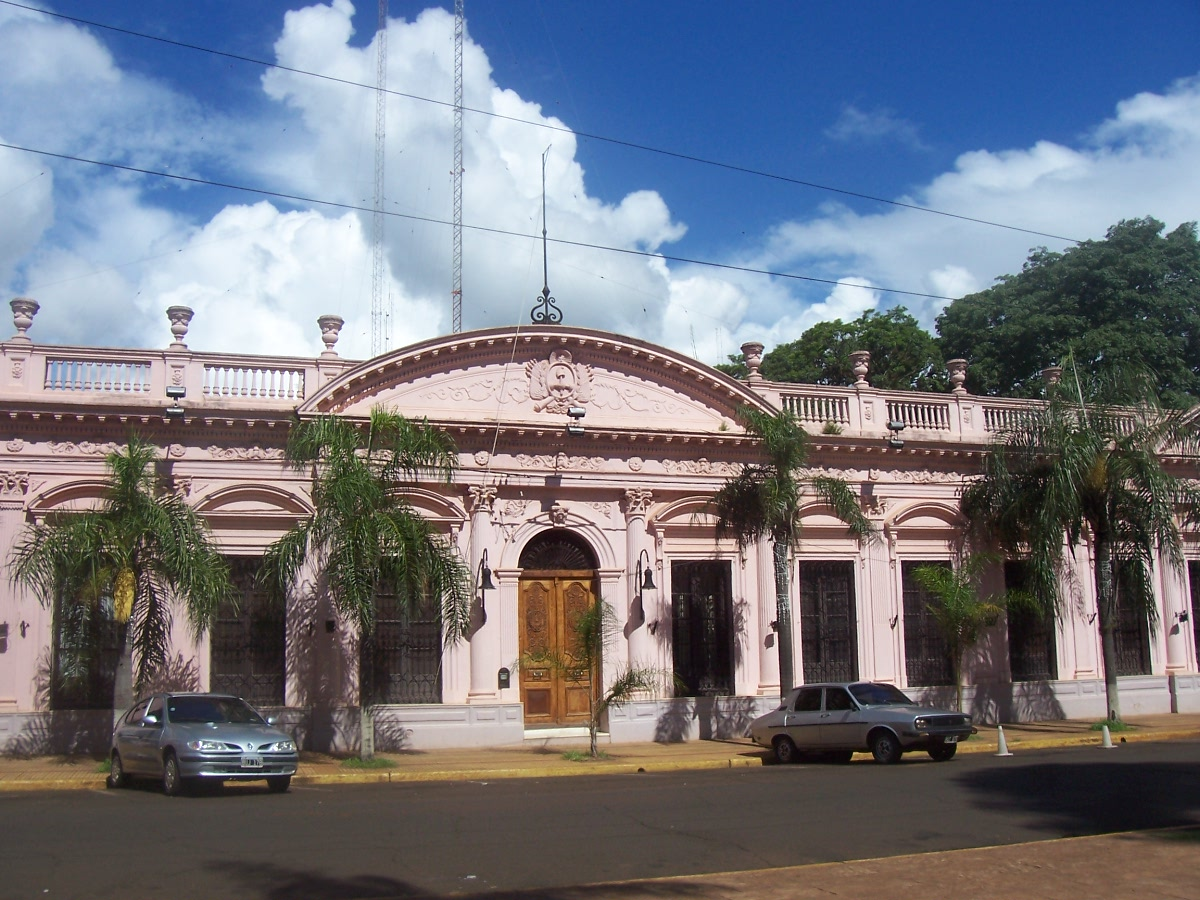
Siedziba gubernatora w Posadas

| Departament                   | stolica departamentu    |
| ----------------------------- | ----------------------- |
| Apóstoles                     | Apóstoles               |
| Cainguás                      | Campo Grande            |
| Candelaria                    | Santa Ana               |
| Capital                       | Posadas                 |
| Concepción                    | Concepción de la Sierra |
| Eldorado                      | Eldorado                |
| General Manuel Belgrano       | Bernardo de Irigoyen    |
| Guaraní                       | El Soberbio             |
| Iguazú                        | Puerto Esperanza        |
| Leandro N. Alem               | Leandro N. Alem         |
| Libertador General San Martín | Puerto Rico             |
| Montecarlo                    | Montecarlo              |
| Oberá                         | Oberá                   |
| San Ignacio                   | San Ignacio             |
| San Javier                    | San Javier              |
| San Pedro                     | San Pedro               |
| 25 de Mayo                    | Alba Posse              |